# Седельников, Михаил Михайлович
Михаил Михайлович Седельников — генерал-майор Русской императорской армии.

## Биография
Православный. Начальное образование получил во 2-й Московской военной гимназии, по окончании которой поступил в 3-е военное Александровское училище.
Выпущен из училища в 1879 году прапорщиком в 3-ю резервную артиллерийскую бригаду. Подпоручик (старшинство от 18 декабря 1880 года), поручик (старшинство от 2 декабря 1883 года), штабс-капитан (старшинство от 16 декабря 1890 года), капитан (приказ «за отличие» 1896, старшинство от 14 мая 1896 года).
«Успешно» окончил Офицерскую артиллерийскую школу. 4 марта 1904 года произведён в подполковники и назначен командиром 1-й батареи 2-го Кавказского мортирного артдивизиона, которым командовал до 22 марта 1911 года, когда был переведён командиром 1-го дивизиона 17-й артиллерийской бригады и произведён в полковники «за отличие».
Участник Первой мировой войны. Командир 4-й артиллерийской бригады (с 06 ноября 1914 года) с производством в чин генерал-майора (со старшинством от 19 августа 1914 «за отличия в делах»). На июль 1915 года находился том же чине и должности. За отличия в 17-й артиллерийской бригаде награждён Георгиевским оружием (Высочайший приказ 25 июля 1915 года). На 10 июля 1916 года находился в том же чине и должности. С 18 февраля 1917 года назначен инспектором артиллерии 6-го армейского корпуса.

## Награды
Орден Святого Владимира 3-й ст. (1912); мечи к ордену Святого Владимира 3-й степени (ВП 27 апреля 1915); Георгиевское оружие (ВП 25 июля 1915); Орден Святого Станислава 1-й степени с мечами (ВП 27 июля 1915); Орден Святой Анны 1-й степени с мечами (29 сентября 1915); Орден Святого Владимира 2-й ст. с мечами (08 сентября 1916).

## Семья
Брат — генерал-майор Дмитрий Седельников.